# Nickelodeon Australia
Nickelodeon Australia – uruchomiona w Australii w 1995 roku australijska wersja Nickelodeon. Nickelodeon Australia podobnie jak niemiecki, brytyjski i amerykańskim Nickelodeon organizuje własną gale rozdania nagród Nickelodeon Kids’ Choice Awards. Jest konkurencją dla takich australijskich stacji jak Cartoon Network, Disney Channel, Boomerang, Playhouse Disney, Fox Kids, ABC Kids. Nick Australia podobnie jak Nick Niemcy zmieni logo na nowe - międzynarodowe. Zmiana nastąpiła 1 stycznia 2010 roku.

## Seriale
- Big Time Rush
- Brygada
- Drake i Josh
- H2O – wystarczy kropla
- iCarly
- Nieidealna
- Szał na Amandę
- Zoey 101
- Zagadki rodziny Hunterów

## Programy
- Szkoła Shredu

## Nick Movies
- Kroniki Spiderwick

## Inne kanały Nick w Australii
W Australii istnieje również kanał:
- Nick Jr.